# 華中小煙管蝸牛
華中小煙管蝸牛（学名：Euphaedusa aculus）为煙管蝸牛科小煙管蝸牛屬下的一个种。
TaiBNET指本物種乃謝氏小煙管蝸牛（Euphaedusa sheridani L. Pfeiffer, 1866）的異名。

## 亞種
本物種有多個亞種，例如：
- 木浦小煙管蝸牛 Euphaedusa aculus mokpoensis Pilsbry & Hirase[2]
- 乳頭尖真管螺 Euphaedusa aculus papillacea (Gredler, 1884)